# Розов, Иван Ермиевич
Иван Ермиевич (Ермилович) Розов (1830-е — 4 [16] октября 1892, Колпино, Санкт-Петербургская губерния) — русский врач.

## Биография
Родился в семье протоиерея, преподавателя 1-й Казанской гимназии, умершего в 1848 году.
В 1854 году окончил Императорский Казанский университет со званием лекаря. Работал врачом в Кронштадте: в 3-м флотском экипаже, затем — в 22-м (с 1857), 23-м (с 1859), 5-м (с 1863), 11-м (с 1865), 1-м флотском экипаже (с 1866). За это время совершил несколько поездок, в том числе от Гамбурга в Николаевск (1862—1863), ведя в дороге медицинский журнал шхуны «Сахалин».
С 1868 года работал врачом, с 1878 — старшим врачом кадра постоянных мастеров и рабочих адмиралтейских Ижорских заводов. Имел большую практику, приглашался для трудных операций. Публиковал статьи, был известен как переводчик врачебных заметок с английского и немецкого языков. Действительный статский советник.
Скоропостижно скончался 4 (16) октября 1892 года в Колпине, похоронен там же.

## Избранные труды
- Медицинский журнал шхуны «Сахалин» от Гамбурга до Николаевска // Медицинское прибавление Морского сборника. — 1865. — С. 321.
- Обозрение санитарного состояния кадра постоянных мастеровых и рабочих адмиралтейских Ижорских заводов за 1869 год // Медицинское прибавление Морского сборника. — 1871. — С. 159.
- Операции искусственного бедренного сустава в костном анкилозе, по способу Сайра // Медицинское прибавление Морского сборника. — 1874. — С. 394.
- Докладная записка мэру Нью-Йорка о мерах против оспенной эпидемии (пер. с англ.) // Медицинское прибавление Морского сборника. — 1874. — С. 394.
- Упрощенная перевязка Сайра при переломе ключицы // Медицинское прибавление Морского сборника. — 1876. — С. 411.
- Ischias от езды в извозчичьих пролетках // Врачебные ведомости. — 1879. — № 322.
- Хронический метрит шейки матки от инстерстизациальных инъекций // Врачебные ведомости. — 1879. — № 322.
- Распространениe сифилиса через посредство игрушек // Врачебные ведомости. — 1879. — № 322.
- Таинственное действие муки из льняного семени // Врачебные ведомости. — 1879. — № 345.
- Хождение босиком // Врачебные ведомости. — 1879. — № 345.
- Глухота от удара по сосцевидному отростку // Врачебные ведомости. — 1879. — № 347.
- Профессор Э. Розе о русских студентах в Цюрихе // Врачебные ведомости. — 1880. — № 404.
- Разрыв плечевого сплетения // Врачебные ведомости. — 1880. — № 410.